# Алмалы (Кызылординская область)
Алмалы (каз. Алмалы, до 1992 г. — Плодоягодное) — село в Чиилийском районе Кызылординской области Казахстана. Административный центр Алмалинского сельского округа. Находится примерно в 13 км к северо-западу от районного центра, села Шиели. Код КАТО — 435235100.

## Население
В 1999 году население села составляло 1494 человека (773 мужчины и 721 женщина). По данным переписи 2009 года, в селе проживало 1276 человек (648 мужчин и 628 женщин).